# Муджири, Давид Давидович
Дави́д Дави́дович Муджи́ри (груз. დავით დავითის ძე მუჯირი; 2 января 1978, Тбилиси, Грузинская ССР, СССР) — грузинский футболист.

## Карьера

### Клубная

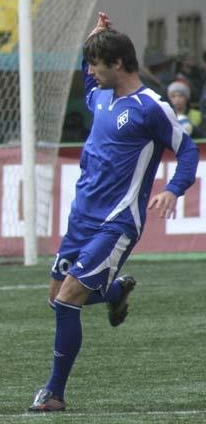
Муджири в «Крыльях»

Воспитанник тбилисского «Динамо». 14 марта 1995 в 17 лет дебютировал в Высшей лиге Грузии. 17 сентября, выйдя на замену, забил свой первый гол за тбилисское «Динамо». В сезоне 1997/98 забил 18 мячей и получил признание не только болельщиков «Динамо»: спортивная газета «Сарбиели» признала Давида лучшим футболистом IX чемпионата страны. В январе 2008 года участвовал в первом тренировочном предсезонном сборе «Крыльев Советов» в ОАЭ под руководством нового тренера клуба Леонида Слуцкого, однако на втором сборе в Испании игрок не появился. 29 января Слуцкий выразил сожаление о невозможности связаться с Муджири, а 30 января московский «Локомотив» объявил о заключении трёхлетнего контракта с Давидом.
Так как клуб «Крылья Советов» не давал согласия на переход футболиста, а трансферный контракт был подписан Александром Барановским (президентом клуба в 2005—2007 годах), легитимность трансфера находилась под вопросом. 1 февраля 2008 года состоялась встреча представителей «Локомотива» и «Крыльев Советов». Учитывая желание футболиста выступать за московский «Локомотив» и то, что трансферная сумма в размере 1,1 млн долларов США будет выплачена «Крыльям Советов» после регистрации контракта в РФПЛ, как предусматривает регламент, стороны договорились, что снимают все претензии друг к другу, и решили воздержаться от комментариев по данному вопросу. 26 января 2010 года, в одностороннем порядке, из-за частых прогулов игрока, «Локомотив» расторг контракт с Муджири. Давид с увольнением не согласился и намеревался подать в суд.
10 марта 2010 года вернулся в Грузию, перейдя в «Динамо». В 2011 году 33-летний хавбек перешёл из тбилисского «Динамо» в японский клуб «Санфречче Хиросима», не чуждый российскому болельщику со стажем — в своё время его тренировали такие специалисты, как Валерий Непомнящий и Гаджи Гаджиев. 1 января 2012 года вновь вернулся в Грузию, подписав однолетний контракт с чемпионом страны «Зестафони».
В октябре 2015 года — назначен генеральным секретарем Федерации Футбола Грузии.

### В сборной
24 марта 2007 года вышел на замену в компенсированное время в отборочном матче ЧЕ-2008 сборной Грузии против Шотландии, который Шотландия выиграла 2:1. 28 марта 2007 в отборочном матче ЧЕ-2008 вышел в стартовом составе и сыграл весь матч против сборной Фарерских островов.

## Достижения
- Чемпион Грузии: 1997/98
- Обладатель Суперкубка Грузии: 1997
- Финалист Кубка Грузии: 1998
- Чемпион Молдавии: 2000/01
- Вице-чемпион Молдавии: 1999/00
- Обладатель Кубка Молдавии: 2001
- Вице-чемпион Австрии: 2001/02
- Финалист Кубка Австрии: 2002
- Лучший футболист чемпионата Грузии 1997/98 (по опросу спортивной газеты «Сарбиели»)
- Лучший бомбардир чемпионата Молдавии 2000/01 — 17 мячей

## Личная жизнь
Сын известного грузинского защитника 70-х годов Давида (Дмитрия) Муджири.